# Drosophila circumdata
Drosophila circumdata är en tvåvingeart som beskrevs av Oswald Duda 1926. Drosophila circumdata ingår i släktet Drosophila och familjen daggflugor.
Artens utbredningsområde är Sumatra.